# Håltjärnen (Ärtemarks socken, Dalsland)
Håltjärnen är en sjö i Bengtsfors kommun i Dalsland och ingår i Göta älvs huvudavrinningsområde.